# 305-я стрелковая дивизия (2-го формирования)
305-я стрелковая дивизия — тактическое соединение РККА времён Великой Отечественной войны.

## История
Сформирована на базе 75-го укреплённого района на основании приказа Верховного Главнокомандующего войскам 60-й армии № 0046 от 3 октября 1942 г. В конце декабря 1942 года влилась в состав 40-й армии для участия Острогожско-Россошанской операции.
Боевое крещение 305-я стрелковая дивизия приняла в Острогожско-Россошанской операции. В ходе неё 305-я сд под командованием полковника Ивана Антоновича Даниловича освободила Красненский район Белгородской области. Наступление началось 17 января 1943 года. 18 января силы противника в районе села Подсереднее попали в окружение. В ходе наступления дивизия понесла ощутимые потери — 1002-й стрелковый полк практически исчез.
Весной — летом 1943 года дивизия занималась подготовокой оборонительных рубежей на линии Воронежского фронта. Солдаты рыли блиндажи, окопы, дзоты. 305-я дивизия приняла участие в битве на Курской дуге. Перед началом сражения к 9 июля 305-я сд заняла оборонительные рубежи возле населённых пунктов восточнее г. Белгорода: Сабынино, Шляхово, Мелихово, Мазикино, Шеино и Ушаково. 305-я сд оказалась на острие прорыва 3-го танкового корпуса вермахта в районе села Мелихово вместе с 94-й гвардейской стрелковой дивизией. Не выдержав удара, части дивизий отошли.
17 июля бойцы овладели высотой 231,5 в Яковлевском районе. 20 июля было освобождено село Александровка.
3 августа 1943 г. 305-я стрелковая дивизия приняла участие в Белгородско-Харьковской наступательной операции. Перед дивизией была поставлена задач занять село Архангельское и вступить на окраины Белгорода, а затем отрезать пути отхода противника на юг и запад. 5 августа дивизия вступила с боями в город. 305-я сд, вместе с бойцами 94-й гв. сд, 375-й сд, 270-го гв. сп 89-й гв. сд ввязались в городские бои на улицах Белгорода пока части 1-го механизированного корпуса окружали город с запада. 5 августа 1943 г. город был взят. За освобождение города 305-й сд присвоено почётное наименование «Белгородская».
Продолжая наступление, её части овладели городом Харьков, затем форсировали реки Уда и Мерефа и к 27 сентября 1943 года вышли на левый берег реки Днепр. С 29 сентября дивизия была выведена в резерв Ставки ВГК. В начале октября она была переброшена в район Киева, а с 12 октября вошла в 1-ю гвардейскую армию. С середины ноября дивизия в составе 1-го Украинского фронта участвовала в Киевской оборонительной операции. С 18 декабря она вошла в состав 38-й армии и вела успешные бои на подступах к Бердичеву в ходе Житомирско-Бердичевской наступательной операции. В марте 1944 года дивизия принимала участие в Проскуровско-Черновицкой наступательной операции. За освобождение города Винница она была награждена орденом Красного Знамени. В дальнейшем её части в составе 38-й армии принимали участие в Львовско-Сандомирской, Восточно-Карпатской, Карпатско-Дуклинской, Западно-Карпатской, Моравска-Остравской и Пражской наступательных операциях (с 30 ноября 1944	г. — в составе войск 4-го Украинского фронта). За освобождение городов Вадовице, Спишска Нова Вес, Спишска Стара Вес и Левоча дивизия была награждена орденом Суворова 2-й ст, а за овладение городами Богуми, Фриштат, Скочув, Чадца, Великая Битча — орденом Кутузова 2-й ст..
В составе Действующей армии:
- 10 октября 1942 года по 28 сентября 1943 года
- 12 ноября 1943 года по 11 мая 1945 года.

После войны 305-я стрелковая дивизия в составе 1-й гвардейской армии была передана Северной группе войск, которая в свою очередь была преобразована из управления 2-го Белорусского фронта.

## Полное действительное наименование
305-я стрелковая Белгородская Краснознамённая, орденов Суворова и Кутузова дивизия

## Состав
- 1000-й стрелковый Горлицкий Краснознамённый полк,

Давыдов Иван Петрович (09.11.1942 — 10.05.1944)
Люпаев Никон Герасимович (с 30.08.1943)
Севрюгин Георгий Иванович (с 03.03.1944)
Кругляков Андрей Давыдович (с 10.05.1944)
- 1002-й стрелковый Львовский Краснознамённый ордена Богдана Хмельницкого полк,

Горовецкий Игнатий Деонисович (с 11.10.1942)
Диканев Александр Фёдорович (20.10.1942 — 22.01.1943), погиб 22.01.1943
Пучков Николай Петрович (12.04.1943 — 29.08.1943)
Красненко Владимир Михайлович (10.05.1943 — 26.02.1943), ранен
Бодунов Александр Николаевич (31.07.1943 — 06.05.1945)
Завальный Андрей Филиппович (по 12.08.1945)
Завалов Иннокентий Алексеевич (17.10.1941 — 18.07.1944) погиб 18.07.1944
- 1004-й стрелковый Самборский Краснознамённый ордена Александра Невского полк,

Горовецкий Игнатий Деонисович (20.10.1942 — 24.10.1943)
Евсюков Анатолий Алекс. (с 23.07.1944)
Востриков Александр Васильевич (24.11.1943 — 04.12.1943), приказ о назначении отменён
Иванов Матвей Дмитриевич (07.02.1944 — 06.08.1944)
Карпушин Николай Иванович (30.11.1944 — 19.01.1945), ранен
Киселёв Анатолий Парфёнович (с 19.01.1945)
- 830-й артиллерийский полк,
- 358-й отдельный истребительно-противотанковый дивизион,
- 377-я отдельная разведывательная рота,
- 573-й отдельный сапёрный батальон,
- 726-й отдельный батальон связи (254 отдельная рота связи),
- 293-й медико-санитарный батальон,
- 359-я отдельная рота химической защиты,
- 448-я автотранспортная рота,
- 518-я полевая хлебопекарня,
- 182-й дивизионный ветеринарный лазарет,
- 2291-я полевая почтовая станция,
- 521-я полевая касса Госбанка.[6]

## Подчинение
| Дата            | Фронт (округ)        | Армия                 | Корпус                  | Примечания                                             |
| --------------- | -------------------- | --------------------- | ----------------------- | ------------------------------------------------------ |
| 01.10.1942 года | Воронежский фронт    | 60-я армия            | 75-й укреплённый район  | формирование дивизии на базе 75-го укреплённого района |
| 01.11.1942 года | Воронежский фронт    | 60-я армия            | —                       | —                                                      |
| 01.12.1942 года | Воронежский фронт    | 60-я армия            | —                       | —                                                      |
| 01.01.1943 года | Воронежский фронт    |                       | —                       | —                                                      |
| 01.02.1943 года | Воронежский фронт    | 40-я армия            | —                       | —                                                      |
| 01.03.1943 года | Воронежский фронт    | 69-я армия            | —                       | —                                                      |
| 01.04.1943 года | Воронежский фронт    | 69-я армия            | —                       | —                                                      |
| 01.05.1943 года | Воронежский фронт    | 69-я армия            | —                       | —                                                      |
| 01.06.1943 года | Воронежский фронт    | 69-я армия            | —                       | —                                                      |
| 01.07.1943 года | Воронежский фронт    | 69-я армия            |                         | —                                                      |
| 01.08.1943 года | Степной фронт        | 69-я армия            | 48-й стрелковый корпус  | —                                                      |
| 01.09.1943 года | Степной фронт        | 69-я армия            |                         | —                                                      |
| 01.10.1943 года | Степной фронт        | 69-я армия            |                         | —                                                      |
| 01.11.1943 года | 3-й Украинский фронт | 1-я гвардейская армия | 74-й стрелковый корпус  | —                                                      |
| 01.12.1943 года | 3-й Украинский фронт | 1-я гвардейская армия | 74-й стрелковый корпус  | —                                                      |
| 01.01.1944 года | 3-й Украинский фронт | 38-я армия (СССР)     | 74-й стрелковый корпус  | —                                                      |
| 01.02.1944 года | 3-й Украинский фронт | 38-я армия (СССР)     | 74-й стрелковый корпус  | —                                                      |
| 01.03.1944 года | 3-й Украинский фронт | 38-я армия (СССР)     | 74-й стрелковый корпус  | —                                                      |
| 01.04.1944 года | 1-й Украинский фронт |                       | 74-й стрелковый корпус  | —                                                      |
| 01.05.1944 года |                      | 38-я армия            | 67-й стрелковый корпус  | —                                                      |
| 01.06.1944 года |                      | 38-я армия            | 101-й стрелковый корпус | —                                                      |
| 01.07.1944 года |                      | 38-я армия            | 101-й стрелковый корпус | —                                                      |
| 01.08.1944 года |                      | 38-я армия            | 52-й стрелковый корпус  | —                                                      |
| 01.09.1944 года |                      | 38-я армия            | 52-й стрелковый корпус  | —                                                      |
| 01.10.1944 года |                      | 38-я армия            | 52-й стрелковый корпус  | —                                                      |
| 01.11.1944 года |                      | 38-я армия            | 67-й стрелковый корпус  | —                                                      |
| 01.12.1944 года | 4-й Украинский фронт | 38-я армия            | 67-й стрелковый корпус  | —                                                      |
| 01.01.1945 года | 4-й Украинский фронт | 38-я армия            | 67-й стрелковый корпус  | —                                                      |
| 01.02.1945 года | 4-й Украинский фронт | 38-я армия            | 101-й стрелковый корпус | —                                                      |
| 01.03.1945 года | 4-й Украинский фронт | 38-я армия            | 52-й стрелковый корпус  | —                                                      |
| 01.04.1945 года | 4-й Украинский фронт | 38-я армия            | 52-й стрелковый корпус  | —                                                      |
| 01.05.1945 года | 4-й Украинский фронт | 38-я армия            | 52-й стрелковый корпус  | —                                                      |
| 01.06.1945 года | 4-й Украинский фронт | 38-я армия            | 52-й стрелковый корпус  | —                                                      |

## Командование

### Командиры
- Крутихин, Александр Петрович (16.10.1942 — 02.01.1943), полковник;
- Данилович, Иван Антонович (03.01.1943 — 01.05.1943), полковник;
- Васильев, Александр Фёдорович (02.05.1943 — ??.08.1945), полковник, с 11.07.1945 генерал-майор;

### Начальники штаба
- Плесовских Яков Ефимович, майор
- Беляцкий Николай Степанович, полковник
- Бутырсков, Константин Сергеевич, подполковник
- Мельников, Василий Иванович, подполковник

### Начальники политотдела
- Бочаров, Фёдор Хрисанорович, подполковник

## Награды и наименования
| Награда (наименование)               | Дата            | За что награждена |
| ------------------------------------ | --------------- | --- |
| Почётное наименование «Белгородская» | 5 августа 1943  | присвоено приказом Верховного Главнокомандования за вхождение с боями в числе первых в город Белгород и его освобождение |
| орден Красного Знамени               | 23 марта 1944   | награждена указом Президиума Верховного Совета СССР от 23 марта 1944 года за образцовое выполнение заданий командования в боях за освобождение города Винницы и проявленные при этом доблесть и мужество                                                                                |
| Орден Суворова II степени            | 19 февраля 1945 | награждена указом Президиума Верховного Совета СССР от 19 февраля 1945 года за образцовое выполнение заданий командования в боях против немецких захватчиков, за освобождение городов Вадовице, Спишска Нова Вес, Спишска Стара Вес и Левоча и проявленные при этом доблесть и мужество |
| Орден Кутузова II степени            | 4 июня 1945     | награждена указом Президиума Верховного Совета СССР от 4 июня 1945 года за образцовое выполнение заданий командования в боях c немецкими захватчиками при овладении городами Богумин, Фриштат, Скочув, Чадца, Великая Битча и проявленные при этом доблесть и мужество                  |

Награды частей дивизии:
- 1000-й стрелковый Горлицкий Краснознамённый ордена Богдана Хмельницкого (II степени)[10] полк
- 1002-й стрелковый Львовский Краснознамённый[10] ордена Богдана Хмельницкого[11] (II степени) полк,
- 1004-й стрелковый Самборский Краснознамённый[11] ордена Александра Невского[10] полк,
- 830-й артиллерийский Горлицкий Краснознамённый ордена Богдана Хмельницкого полк,
- 358-й отдельный истребительно-противотанковый Краснознамённый[12] дивизион,
- 726-й отдельный ордена Красной Звезды[10]батальон связи

Личный состав 305-й стрелковой Белгородской Краснознамённой, орденов Суворова и Кутузова дивизия получил 13 благодарностей в приказах Верховного Главнокомандующего:
- За вхождение с боями в числе первых в город Белгород и его освобождение. 5 августа 1943 года. № 2.
- За овладение овладели городом и крупным железнодорожным узлом Самбор — важным опорным пунктом обороны немцев в предгорьях Карпат. 7 августа 1944 года. № 164.
- За овладение городами Чехословакии Керешмэзе (Ясина), Рахов и крупными населёнными пунктами Чертижне, Белька, Поляна, Руске, Льгота, Ужок, Нижни Верецки, Заломиска, Пилипец, Голятин, Торуна, Надбочко и в Северной Трансильвании городом Сигет. 18 октября 1944 года. № 198.
- За овладение на территории Чехословакии городами Михальовце и Гуменне — важными узлами коммуникаций и опорными пунктами обороны противника. 26 ноября 1944 года. № 211.
- За овладение окружным центром Венгрии городом Шаторальяуйхель — важным узлом коммуникаций и опорным пунктом обороны противника. 3 декабря 1944 года. № 215.
- За форсирование рек Вислока и Дунаец и овладение городами Ясло и Горлице — важными опорными пунктами обороны немцев на краковском направлении. 19 января 1945 года. № 229.
- За овладение на территории Польши городом Новы-Сонч и на территории Чехословакии городами Прешов, Кошице и Бардеёв — важными узлами коммуникаций и опорными пунктами обороны немцев. 20 января 1945 года. № 234.
- За овладение городами Вадовице, Спишска-Нова-Вес, Спишска-Стара-Вес и Левоча — важными узлами коммуникаций и опорными пунктами обороны немцев. 27 января 1945 года. № 260.
- За овладение городом Бельско — крупным узлом коммуникаций и мощным опорным пунктом обороны немцев на подступах к Моравской Остраве. 12 февраля 1945 года. № 275.
- За овладение штурмом городом Опава (Троппау) — важным узлом дорог и сильным опорным пунктом обороны немцев. 23 апреля 1945 года. № 341.
- За овладение штурмом городом Моравска-Острава — крупным промышленным центром и мощным опорным пунктом обороны немцев в Чехословакии. Одновременно войска фронта овладели городом Жилина — важным узлом дорог в полосе Западных Карпат. 30 апреля 1945 года. № 353.
- За овладение городом Цешин — важным узлом дорог и сильным опорным пунктом обороны немцев. 3 мая 1945 года. № 361.
- За овладение городом и крупным железнодорожным узлом Оломоуц — важным опорным пунктом обороны немцев на реке Морава. 8 мая 1945 года. № 365.

## Отличившиеся воины дивизии
Кавалеры ордена Славы трёх степеней:
- Татьянин Иван Андреевич, старшина, старшина пулемётной роты 1002 стрелкового полка. Указ Президиума Верховного Совета СССР от 29 июня 1945 года.